# Мура, Такаси
Такаси Мура (яп. 無良 隆志 Мура Такаси, ромадзи: Mura Takashi; род. 11 ноября 1960 года) — японский фигурист, выступавший в мужском одиночном разряде и парном катании, многократный призёр чемпионата Японии по фигурному катанию. Мура был серебряным медалистом чемпионата мира среди юниоров 1976 года, завоевав медаль на первом проводившемся юниорском чемпионате мира. На чемпионатах Японии он завоевал в общей сложности шесть медалей, две из них — в парном катании с фигуристками Юкико Окабэ (1979) и Тосими Ито (1980).
В настоящее время Мура работает тренером. Среди его прошлых и нынешних учеников — его сын Такахито Мура, а также Ёсукэ Такэути.